# 苏勒夫尔昂博卡日
苏勒夫尔昂博卡日（法語：Souleuvre en Bocage，法語發音：[sulœvʁ ɑ̃ bɔkaʒ]）是法国卡尔瓦多斯省的一个市镇，属于维尔区。该市镇于2016年由原市镇勒贝尼博卡日、博略、比尔莱蒙、康波、卡维尔、埃图维、拉费里耶尔阿朗、拉格拉沃里、马卢埃、蒙塔米、蒙贝特朗、蒙绍韦、勒勒屈莱、圣但尼迈松塞勒、圣玛丽洛蒙、圣马丹德伯萨斯、圣马丹东、圣旺德伯萨斯、圣皮埃尔塔朗泰讷和勒图讷尔合并而成，行政中心位于勒贝尼博卡日。

## 地名
“苏勒夫尔昂博卡日”（Souleuvre en Bocage）一名在法语中意为“树篱田中的苏勒夫尔河”。

## 地理
苏勒夫尔昂博卡日（48°56'13"N, 0°50'21"W）面积187.28 平方千米，位于法国诺曼底大区卡爾瓦多斯省，该省份为法国西北部沿海省份，北濒大西洋英吉利海峡，东北与滨海塞纳省以海上边界相接，东临厄尔省，南至奧恩省，西与芒什省接壤。
与苏勒夫尔昂博卡日接壤的市镇（或旧市镇、城区）包括：圣阿芒维拉日、瓦勒德德龙、莱洛日、卡阿涅、圣皮埃尔迪弗雷讷、谢讷河畔迪亚朗、布雷穆瓦、莱蒙多奈、泰尔德德吕昂斯、瓦尔达利耶尔、维尔诺曼底、康帕尼奥勒、博梅尼勒、朗代勒和库皮尼、蓬贝朗热、泰西博卡日、托里尼莱维尔。
苏勒夫尔昂博卡日的时区为UTC+01:00、UTC+02:00（夏令时）。

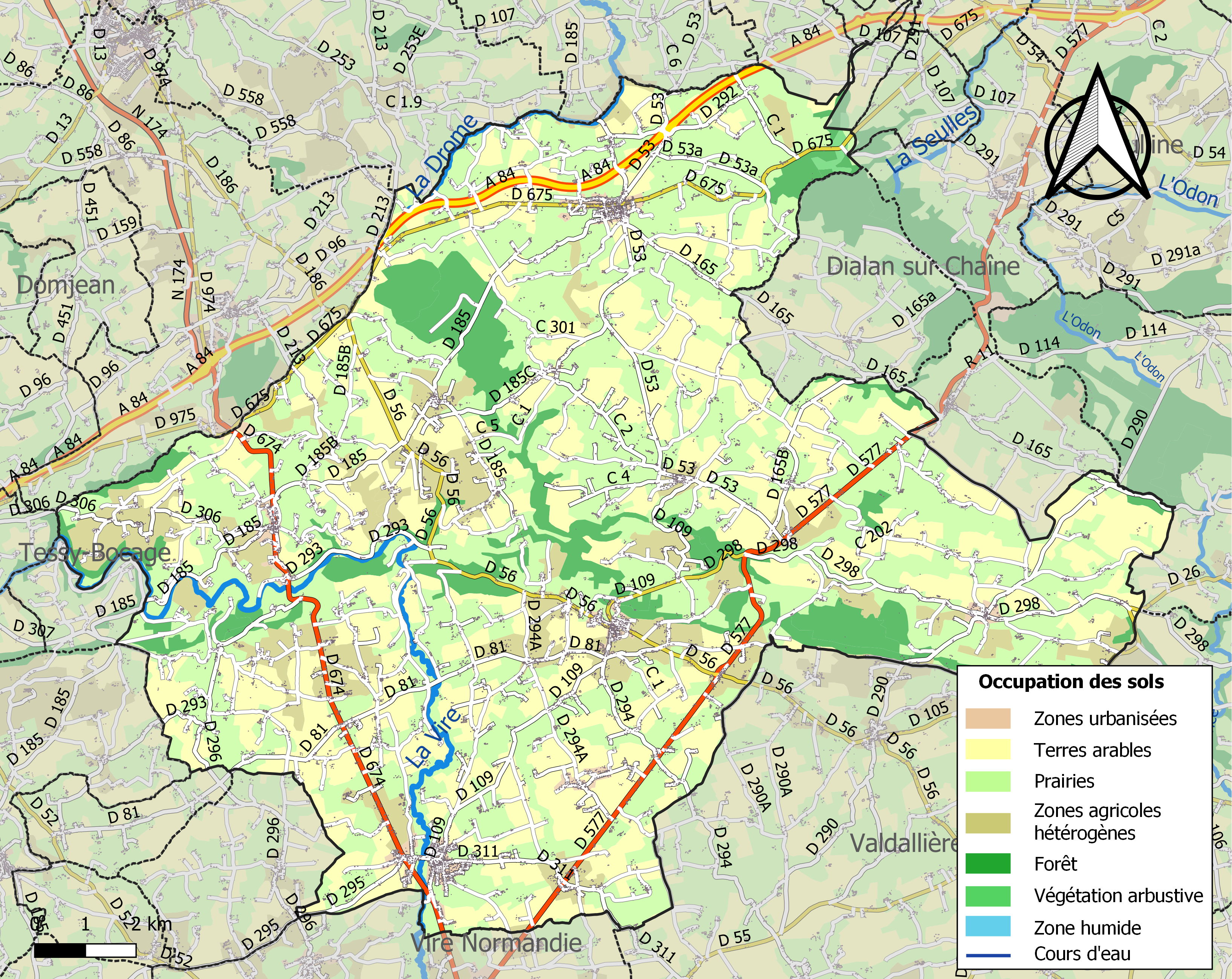
苏勒夫尔昂博卡日的OSM定位图

## 行政
苏勒夫尔昂博卡日的邮政编码为14260、14350，INSEE市镇编码为14061。

## 政治
苏勒夫尔昂博卡日所属的省级选区为诺曼底地区孔代县。

## 人口
苏勒夫尔昂博卡日于2022年1月1日时的人口数量为8643人。